# Kim Yong-nam
Kim Yong-nam, född 4 februari 1928, är en nordkoreansk politiker som från 1983 fram till 1998 tjänstgjorde som utrikesminister och som från 5 september 1998 till 11 april 2019 var ordförande i presidiet för högsta folkförsamlingen i Nordkorea. I sin roll som ordförande i högsta folkförsamlingens presidium fungerade han i praktiken som Nordkoreas statschef.